# Juan López Fontana
Juan López Fontana (Montevideo, 15 de marzo de 1908-Montevideo, 4 de octubre de 1983) fue un entrenador uruguayo de fútbol. En sus inicios fue profesor de educación física y gimnasia, y empezó su carrera profesional entrenando a Central Español hasta que en 1949 fue designado como entrenador de la Selección de fútbol de Uruguay. En este cargo logró el mayor éxito de su carrera, al obtener el campeonato mundial de fútbol de Brasil 1950 tras derrotar 2-1 al equipo local en el célebre partido final que se conoció como Maracanazo. A nivel mundial también fue el entrenador de la selección uruguaya que logró el 4.º puesto en el Mundial de Suiza en 1954

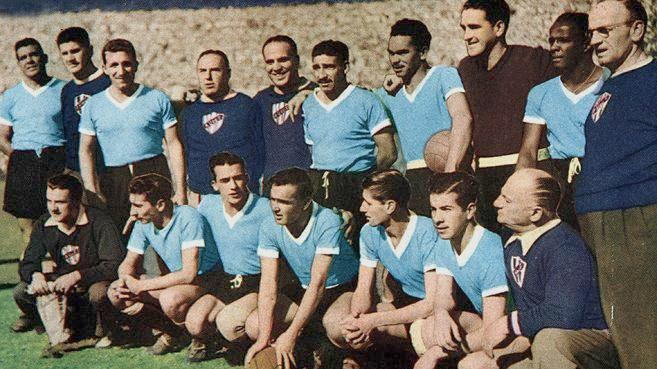
Selección uruguaya, campeona del mundo de 1950. De izquierda a derecha, de pie (con exclusión de los miembros de la AUF, quienes tienen el símbolo de la asociación en el medio del pecho): Varela, Tejera, Gambetta, González, Máspoli y Andrade. En cuclillas: Ghiggia, Pérez, Míguez, Schiaffino y Morán. De pie, entre Varela y Tejera está el entrenador Juan López Fontana.

Después del triunfo de 1950, López pasó a entrenar al Club Atlético Peñarol, con quien fue campeón nacional uruguayo en 1953 y 1954. Al retirarse de Peñarol, pasó a entrenar a la selección ecuatoriana entre 1959 y 1960. 
Volvió a dirigir a Uruguay en el mundial de  Chile 1962 en una especie de triunvirato junto a Hugo Bagnulo y Roberto Scarone. Retirado del fútbol, falleció en Montevideo el 4 de octubre de 1983.

## Clubes
| Club                  | País    | Año       |
| --------------------- | ------- | --------- |
| Central Español       | Uruguay | 1946-1949 |
| Selección uruguaya    | Uruguay | 1949-1955 |
| Peñarol               | Uruguay | 1952-1955 |
| Selección uruguaya    | Uruguay | 1957-1959 |
| Selección ecuatoriana | Ecuador | 1959-1960 |

## Palmarés

### Campeonatos nacionales
| Título              | Club    | País    | Año  |
| ------------------- | ------- | ------- | ---- |
| Campeonato uruguayo | Peñarol | Uruguay | 1953 |
| Campeonato Uruguayo | Peñarol | Uruguay | 1954 |

### Copas internacionales
| Título                 | Club               | País    | Año  |
| ---------------------- | ------------------ | ------- | ---- |
| Copa Mundial de Fútbol | Selección uruguaya | Uruguay | 1950 |